# 忻城県
忻城県（きんじょう-けん）は中華人民共和国広西チワン族自治区来賓市に位置する県。

## 行政区画
- 鎮:城関鎮、大塘鎮、思練鎮、紅渡鎮、古蓬鎮、果遂鎮
- 郷:馬泗郷、欧洞郷、安東郷、新圩郷、遂意郷、北更郷